# Jarkko Wiss
Pour les articles homonymes, voir Wiss.
Jarkko Wiss (né le 17 avril 1972 à Tampere en Finlande) est un joueur de football finlandais. Il a fini sa carrière à Tampere United comme milieu de terrain puis s'est reconverti entraineur.

## Biographie
Jarkko Wiss a commencé sa carrière dans sa ville natale à TPV Tampere dans la deuxième division du championnat finlandais. Puis il rejoint FF Jaro, HJK Helsinki ou il remporte le championnat finlandais.
Puis il rejoint plusieurs clubs norvégiens Molde FK, Lillestrøm SK et Moss FK
Ensuite, il rejoint Stockport County Football Club dans la seconde division anglaise.
Puis il part en Écosse à Hibernian FC.
En 2002, Jarkko décide de revenir dans sa ville natale Tampere United où il gagna en 2006 le championnat de Finlande.
Il apparaît plus ou moins régulièrement dans l'équipe de Finlande. Il a 45 sélections (4 buts) en équipe nationale.
En 2007, Jarkko Wiss prend sa retraite de joueur de football.

## Palmarès
- Champion de Finlande : 1997 avec HJK Helsinki.
- Champion de Finlande : 2006 et 2007 avec Tampere United.
- Coupe de Finlande : 2007 avec Tampere United.